# 황푸 (정치인)

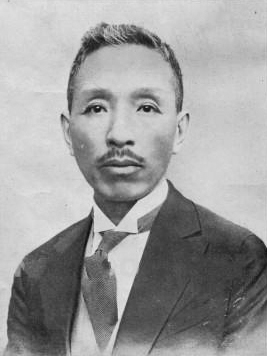

황푸(중국어 간체자: 黄郛, 정체자: 黃郛, 병음: Huáng Fú, 1883년 3월 8일~1936년 12월 6일)는 중화민국의 군인, 정치인이다. 북양정부와 국민정부에서 활약했다. 저장성 가흥부(현 자싱시) 출신이다.